# 白蓮雲南鰍
白蓮云南鳅（学名：Yunnanilus bailianensis）为輻鰭魚綱鲤形目條鳅科云南鳅属的其中一種，分布於中國廣西壯族自治區柳州市的溶洞，體短小呈紡錘狀，眼大，口下位且小，上下唇具皺褶，觸鬚3對，無側線，體無鱗片，體色為淡黃色，身體中央有一黑色斑點形成的縱紋，體長可達4公分，棲息在洞穴底層水域，生活習性不明

## 扩展阅读
維基物種上的相關：白蓮云南鳅